# 旭駅 (北海道)

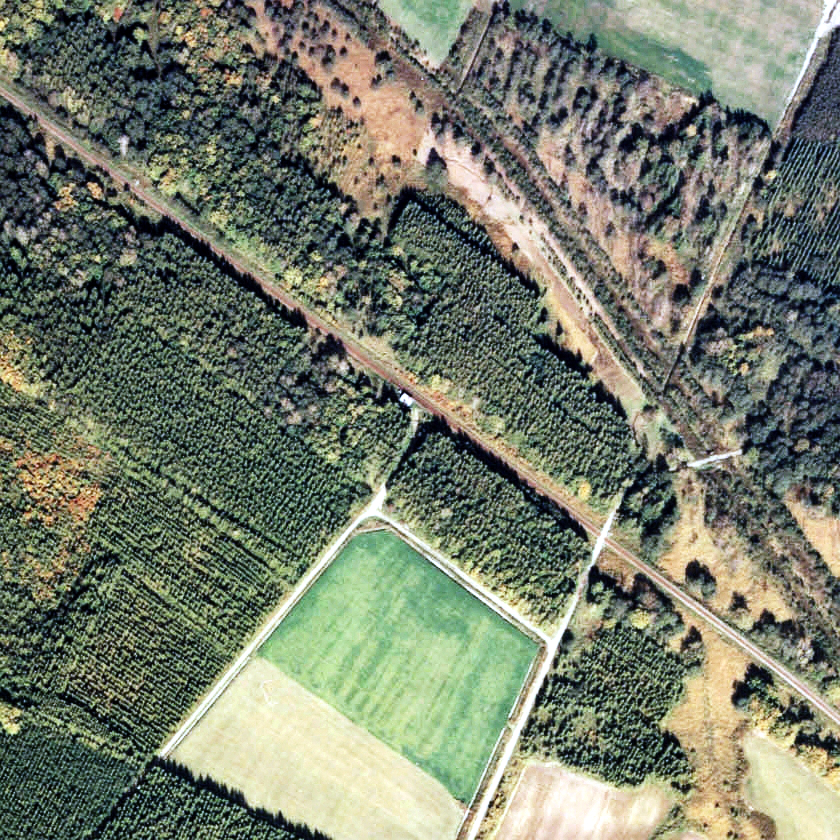
1977年の旭駅と周囲約500m範囲。右下が中湧別方面。中湧別側に湧別町西六線の踏切があり、周囲は防風雪林に囲まれている。

旭駅（あさひえき）は、北海道（網走支庁）紋別郡上湧別町旭（現・湧別町旭）にかつて存在した、北海道旅客鉄道（JR北海道）名寄本線の駅（廃駅）である。事務管理コードは▲122122。

## 歴史
一部の普通列車は通過した（1989年（平成元年）4月30日時点（廃止時の時刻表）で、下り3本上り3本（快速運転列車））。
- 1947年（昭和22年）9月10日 - 運輸省名寄本線の旭仮乗降場（局設定）として開業[1]。
- 1949年（昭和24年）6月1日 - 日本国有鉄道に移管。
- 1956年（昭和31年）9月20日 - 駅に昇格、旭駅となる[1][4]。旅客のみ取り扱い。
- 1987年（昭和62年）4月1日 - 国鉄分割民営化により、JR北海道に継承[1]。
- 1989年（平成元年）5月1日 - 名寄本線の全線廃止に伴い、廃駅となる[1]。

### 駅名の由来
所在地名より。地名は「『旭』がよく見えて気持ちがよい」という意で名づけられたとされる。

## 駅構造
廃止時点で、1面1線の単式ホームを有する地上駅であった。ホームは、線路の南西側（遠軽方面に向かって右手側）に存在した。転轍機を持たない棒線駅となっていた。
無人駅となっており、駅舎は無かったがホーム中央部分に待合所を有していた。ホームは石組み土盛りであった。

## 利用状況
乗車人員の推移は以下のとおり。年間の値のみ判明している年については、当該年度の日数で除した値を括弧書きで1日平均欄に示す。乗降人員のみが判明している場合は、1/2した値を括弧書きで記した。
| 年度               | 乗車人員 | 乗車人員 | 出典  | 備考 |
| 年度               | 年間     | 1日平均  | 出典  | 備考 |
| ------------------ | -------- | -------- | ----- | ---- |
| 1978年（昭和53年） |          | 4        | [ 7 ] |      |

## 駅周辺
- 北海道道712号緑蔭中湧別停車場線[8]
- 湧別町営バス（旧・上湧別町営バス）「旭」停留所
  - 北海道北見バスと北紋バスが運行する代替バスは道路事情の関係で周辺を走行しない。

## 駅跡
2001年（平成13年）時点では、当駅の施設は何も残されていない。2011年（平成23年）時点でも同様であった。駅跡地は、笹薮と化している。

## 隣の駅
北海道旅客鉄道
名寄本線
沼ノ上駅 - 旭駅 - 川西駅